# Self
Self语言，是一种基于原型的面向对象的程序设计语言，也是一个集成开发环境和运行环境，由David Ungar和Randy Smith，最初在1986年于施乐帕罗奥多研究中心设计。Self语言在Smalltalk的基础上，采用“槽”取代了“变量”，从而彻底体现了一切都是对象的风格。在实现Self系统的过程中，设计研究人员发展出了一种动态自适应编译技术。

## 简介
Self语言把在概念上精简Smalltalk作为设计原则。它在把消息作为最基本的操作的同时，取消了类的概念，只有对象的概念。它把对象的特性，理解为获取或更改特性的这两种方法，从而把特性的概念简化为方法，并且通过消息来读槽和写槽的方式，取代了变量及其赋值。Self提出了特质的概念，用动态绑定实现了委托。
尽管Self系统一次运行在一个进程中，但实际上可以分成两个部分：Self虚拟机和Self世界。Self世界是一个Self对象库，Self对象包括数据对象和方法对象，方法对象的代码部份，是用一种指令非常简单的字节码表示的，字节码由Self虚拟机来解释。当Self程序从终端、文件或者图形用户界面输入到系统之中时，Self系统把源程序解析转化为Self世界里的对象。
动态自适应编译技术的采用，提高了Self代码的执行效率。对经常执行的方法，虚拟机将进一步把字节码转化为本机代码。Self虚拟机还提供了一些可供调用的原语，用来实现算术运算、对象复制、输入输出等。
Self还拥有一个图形用户界面Morphic，Self的编程环境，也是基于Morphic来实现的。Self在精简语言概念的同时，也把大量的工作转交给环境来处理，语言中的反射机制也同环境密切相关。

## 历史
在1986年，David Ungar和Randy Smith在施乐帕罗奥多研究中心，提出了Self语言的最初设计，并在1987年的OOPSLA'87的论文《Self：简单性的能力》中给出了描述，此文在2006年被评为1986年到1996年间三个最有影响的OOPSLA论文之一。
1987年初，Craig Chambers、Elgin Lee和Martin Rinard，在Smalltalk上给出了Self的第一个实验性解释器。1987年夏，Self项目在斯坦福大学正式开始，1988年夏给出了第一个有效率的实现，并发布了1.0和1.1两个版本。1991年初，Self项目移至Sun微系统，并且在1992年发布了2.0版。1993年1月，Self 3.0版发布。
1995年7月，Self 4.0版发布。在这个版本中包括了一个全新的图形用户环境Morphic。在2016年发行了4.3版本并可运行在Mac OS X和Solaris上。在2010年发行了版本4.4，由最初团队的某些人和独立编程者形成的小组开发，它和所有后续版本可以运行在Mac OS X和Linux上。2014年1月发行了4.5版本。2017年5月发行了版本2017.1。
Self的发展基本已经停滞，但在发展Self过程中探索出的一些技术，在其他的系统中得到了应用。在Self的实现中采用的各种编译优化技术，直接导致了Java Hotspot虚拟机的产生；在Smalltalk的一个实现Squeak中，采用了Self图形用户界面Morphic的设计方案，放弃了Smalltalk-80中采用的MVC的方案。Self是对JavaScript编程语言设计有最主要影响者之一。

## 基于原型编程
传统的基于类的面向对象语言，基于了根深蒂固的二元性：
1. 类，定义对象的基本品质（quality）和行为（Behavior）。
2. 对象实例，是类的特定体现（manifestation）。

例如，假设车辆类Vehicle的对象有一个“名字”，和进行各种动作的能力，比如“开车上班”和“运送建材”。Bob's car是类Vehicle的特定对象（实例），它的“名字”是“Bob's car”。在理论上，你可以向Bob's car发送消息，告诉它去“运送建材”。
这个例子展示了这种方式的一个问题：Bob的汽车，恰巧是一个跑车，在任何意义上都不能装载和运送建材，但这是建模Vehicle所必须拥有的能力。通过从Vehicle建立特殊化的子类，可产生一个更有用的模型；比如建立跑车类SportsCar和平板卡车类FlatbedTruck。只有FlatbedTruck的实例需要提供“运送建材”的机能；SportsCar的实例不适合这种工作，它只需要“快速行驶”。但是，这种深入建模在设计期间，需要更多的洞察力，洞察那些可能只在引起了问题时才显现出的事情。
这个问题是在原型（prototype）这个概念背后的动机因素之一。除非你能必然性的预测出一组对象和类，在遥远未来时所要有的品质，你不能恰当的设计好一个类的层级。程序最终需要增加行为，实在是太频繁了，而系统的很多节段将需要重新设计或重新构建，来以不同的方式迸发出对象。早期的面向对象语言如Smalltalk的实验，显示出这种问题反反复复的出现。系统趋向于增长到一定程度后，就变得非常僵化，因为在编程者的代码下的深层的基本类，简直就像是逐渐变成了一个“错误”；没有变更原来的类的容易方式，就会出现严重的问题。
动态语言如Smalltalk，允许通过周知的按照类的方法进行这种变更；即通过改变类，基于它的对象就可以改变它们的行为。但是，进行这种变更必须非常小心，因为基于相同类的其他对象，可能把它当作“错误行为”：“错误”经常是依赖于场景的，这是脆弱基类问题的一种形式。进一步的说，在静态语言如C++中，这里的子类可以从超类分别的编译，对超类的变更实际上可以破坏预编译的子类方法；这是脆弱基类问题的另一种形式，也是脆弱二进制接口问题的一种形式。
在Self和其他基于原型的编程语言中，消除了在类和对象之间的这种二元性。不再有基于某种“类”的一个对象“实例”，在Self中，你可以复制一个现存的对象，并改变它。故而Bob's car可以通过制作现存的Vehicle对象的复本来建立，并增加“快速行驶”方法，建模它恰好是一辆保时捷911的事实。
主要用来制作复本的基本对象叫做“原型”。这种技术被称为是一种非常简化的机制。如果一个现存的对象或对象的集合，被证明是个不适当的模型，编程者可以简单的建立有正确行为的一个修改的对象，并转而使用它。使用现存对象的代码不会改变。

## 语法和语义
下面简要描述Self语言的语法和语义。

### 对象
文字（literal）包括：数、用'包围起来的字符串对象，块和一般的对象。对象文字用圆括号来界定。在圆括号内，对象描述构成自竖杠|界定的一个槽列表，随后是在这个对象被求值时要执行的代码。例如：
```
 (
|
 
槽
1
.
 
槽
2
 
|
 
一些代码
 )

```

槽（slot）是名字-值对，槽包含到其他对象的引用。槽列表由点号分隔的（可以为空的）一序列的槽描述符组成。在槽列表结束处的点号是可选的。槽描述符（descriptor）有两种：
- 槽 <- 表达式，指示将指名的数据槽初始化为求值表达式的结果，它有相同名字附加冒号的包含赋值原语的赋值槽，这两个槽对应于其他语言中的一个读写变量。
- 槽 = 表达式，指示将指名的数据槽初始化为求值表达式的结果，这个槽对应其他语言的一个只读变量。

在Self中没有单独的赋值运算。其他面向对象语言中的访问子方法对应数据槽，变异子方法对应赋值槽。假如myPerson对象中有个叫做name的数据槽，则通过myPerson name，可返回在这个槽中的值；如果它有对应的赋值槽name:，则通过myPerson name: 'foo'，可设置数据槽name的值为'foo'。
任何槽都可以通过增加星号后缀，来制成父槽。星号不是槽名字的一部份，在将名字与消息进行匹配时候忽略它。例如一个初始化了的可变的点可以定义为：
```
(
|
  
parent
*
 
=
 
traits
 
point
.

    
x
 
<-
 
3
 
+
 
4
.

    
y
 
<-
 
5
.

|
)

```

一个对象的代码是以点号分隔的一序列的表达式。尾随的点号是可选的。每个表达式有一系列的消息发送和文字组成。在一个对象的代码中最后的表达式，可以前导着指示返回的^算符。
一个真正的空对象，指示为(| |)或简单的()，它根本不接收任何消息。

### 消息
通过消息访问槽的语法，类似于Smalltalk，有三类消息可以获得：
一元接收者 槽名字
二元接收者 算符 参数
关键字接收者 关键字1: 参数1 关键字2: 参数2
所有消息都返回结果，所以显式指定的接收者和参数自身可以是其他消息的结果。下面是Self版本的hello world程序例子：
```
'Hello, World!'
 
print
.

```

组合可以通过使用圆括号来进行强制。在缺乏明确组合的情况下，一元消息具有最高优先级，其次是二元消息，而关键字消息最低。一元消息从左至右复合。二元消息对于同一个算符从左至右结合，例如3 + 4 + 7被解释为(3 + 4) + 7，而对于不同的算符没有结合性，例如3 + 4 * 7是非法的，而必须显式的写为要么(3 + 4) * 7要么3 + (4 * 7)。
关键字消息的第一部份必须开始于小写字母，而后续部份都必须开始于大写字母。例如表达式：
```
5
 
min:
 
4
 
Max:
 
7

```

是一个单一的消息min:Max:，它被发送给5并具有参数4和7，而表达式：
```
5
 
min:
 
4
 
max:
 
7

```

涉及两个消息：第一个消息max:被发送给4并接受7作为它的参数，而接下来消息min:被发送给5，并接受4 max: 7的结果作为它的参数。关键字消息从右至左结合，例如：
```
5
 
min:
 
6
 
min:
 
7
 
Max:
 
8
 
Max:
 
9
 
min:
 
10
 
Max:
 
11

```

被解释为：
```
5
 
min:
 (
6
 
min:
 
7
 
Max:
 
8
 
Max:
 (
9
 
min:
 
10
 
Max:
 
11
))

```

由于很多消息被发送给当前消息接收者self，故而可以将self作为隐含接收者而不需要显式的写出。

### 方法
方法（method）是除了参数槽及或局部槽之外，还包含代码的对象。参数（argument）槽名字开始于一个冒号，它不是槽名字的一部分，在将名字与消息进行匹配时候忽略它。参数槽总是只读的，并且不能对它们指定初始化者。下面例子是计算平方的方法对象：
```
(
|
 
:
arg
 
|
 
arg
 
*
 
arg
 )

```

一个普通方法（简称方法），是不嵌入到其他代码之中的方法，它只能存放在只读槽中。普通方法总是有一个叫做self的隐含的父参数槽。Self的普通方法等价于Smalltalk的方法。
如果一个槽包含一个方法，在求值这个槽来响应发来的消息的时候，这个方法对象被浅层复制（clone），从而新建它的一个活动（activation）对象，它包含这个方法的参数槽和局部槽；复制体的self父槽，初始化为这个消息的接收者；复制体如果有参数槽，将它们初始化为实际参数；在这个新的活动对象的上下文中，执行这个方法的代码。例如计算点的加法的一个方法：
```
(
|
 
+
 
arg
 
=
 
  ( (
clone
 
x:
 
x
 
+
 
arg
 
x
) 
y:
 
y
 
+
 
arg
 
y
 ) 

|
)

```

可以被无歧义的分析，其含义同于：
```
(
|
 
+
 
=
 
  (
|
 
:
arg
 
|
 (
clone
 
x:
 ((
x
 
+
 (
arg
 
x
)))) 
y:
 ((
y
 
+
 (
arg
 
y
))) )
.
 

|
)

```

这里出现了三个隐含接收者一元消息clone、x和y。
作为语法约定，参数名字可以直接写在槽名字中对应关键字之后，它不再带有前缀冒号，从而隐含的声明参数槽。例如下面的方法定义：
```
(
|
 
ifTrue:
 
False
:
 
=

  (
|
 
:
b1
.
 
:
b2
 
|
 
b1
 
value
 )
.

|
)

```

可以等价的定义为：
```
(
|
 
ifTrue:
 
b1
 
False:
 
b2
 
=

  ( 
b1
 
value
 )
.

|
)

```

返回算符^的出现或缺席，不影响普通方法的行为，因为普通方法总是会返回它最终的表达式的值。

### 块
块是Self的闭包，Self就像Smalltalk，使用“块”用于控制流程和其他职责。块文字的写法，除了方括号替代了圆括号之外，类似于其他对象文字。例如嵌入在下列表达式中的块：
```
1
 
to:
 
5
 
*
 
i
 
By:
 
2
 
*
 
j
 
Do:
 [
|
 
:
k
 
|
 
k
 
print
 ]

```

一个块文字定义两个对象：一个块数据对象，和它包围的一个块方法对象。
- 块数据对象，它有包含块方法对象的一个槽，其选择子也就是槽名字，由参数数目决定，没有参数是value，一个参数是value:，两个参数是value:With:，随着参数增多With:个数也随之递增。此外，它还有一个叫parent*的父槽，指向含有块对象都共享的行为的那个对象（traits block）。
- 块方法对象，它含有这个块的代码。不同于普通方法对象，它不包含self槽，转而有一个匿名父槽，它被初始化指向在词法上处于外围的块或方法的活动对象。匿名的含义，是这个槽的名字在Self层面是不可见的，而不能显式的访问。作为结果，在一个块方法内发送的隐含接收者消息，被限定在这个块所在表达式的词法作用域之内，而非这个块经过可能有的多次转送，最终向它发送适当的value消息变体之时的那个作用域。

相应的，块求值分为如下两个阶段：
- 在这个块被求值的时候，即它被用作发送消息的参数，比如例子中to:By:Do:消息的参数之时，建立块对象（即块数据对象）；这个块被浅层复制（clone），并将指向这个块在词法上外围的活动记录，即当前的活动记录的一个指针交给它匿名保存。
- 在向这个块发送适当的value消息变体的时候，求值这个块方法；这个块方法接着被浅层复制，并填充此复制体的方法槽，使用第一阶段确定的指针来初始化匿名父槽，最后执行这个块的代码。

在块中，返回算符^导致从包含这个块的普通方法中返回控制权，立即终止这个方法的活动，这个块的活动，和在其间的所有活动。这种返回叫做“非局部返回”，因为它可以穿越很多活动。普通方法求值的结果，是非局部返回所返回的值。

### 委托
在理论上，所有Self对象都是独立实体，Self既没有类也没有元类。对任何特定对象的变更，都不影响任何其他对象，但是在某些情况下，却需要它们有关联。正常的一个对象，只能理解对应于它的局部槽的消息，但拥有一个或更多的指示父（parent）对象的槽，对象可以将任何自身不理解的消息，委托（delegate）给父对象。
Self采用这种方式，处理在基于类的语言中使用继承来担负的责任。委托还可以用来实现一些特征，比如命名空间和词法作用域。通过下面的例子展示委托与传统的类的不同之处：
```
myObject
 
parent:
 
someOtherObject
.

```

这个句子通过改变与叫做parent的父槽关联的值，在运行时间改变myObject的“类”。不同于继承或词法作用域，委托对象可以在运行时间修改。

### 特质
例如，假定在一个简单的账簿应用中，定义了一个对象叫做“银行帐号”（bank account）。通常建立的这个对象，具有内部的方法，比如说“存款”（deposit）和“取款”（withdraw），和任何它所需要的数据槽，比如说“余额”（balance）。这只是一个原型，它只在使用方式上特殊，因为它恰好是一个全功能的银行帐号。
为“Bob的账户”制作银行帐号对象的复制品（clone），将建立一个新对象，它在起初时完全同于原型。在这种情况下，将复制（copy）包括方法和任何数据的槽。但更常用的解决方案，是首先建立叫做它的特质（trait）对象的一个简单对象，它包含通常与一个类有关的项目。
在这个例子中，“银行账户”将没有存款和取款方法，而是委托给一个父对象来做这些。采用这种方式，可以制作银行帐号对象的很多复本，但是我们仍可以通过改变它所委托的特质对象中的槽，来改变它们全体的行为。

### Self世界
当处在于提示符下键入表达式的场景时，由叫做“大厅”（lobby）的一个对象，引领用户进入Self世界。当建立一个新对象的脚本被读入系统的时候，脚本中的表达式都在大厅的上下文中求值。就是说大厅是这个脚本中所有发送给self的消息的接收者。
要引用在脚本中的某个现存的对象，必须通过发送一个消息到大厅才可以访问到它。大厅的traits、globals和mixins槽，是从大厅可以访问的对象命名空间的根。大厅的lobby槽允许大厅自身通过名字来提及。路径名字是一个一元选择子的序列，它描述从大厅到这个对象的路径。路径名字也是可以在大厅的上下文中求值的表达式，它产出这个对象。
例如，原型列表的完全路径名字是globals list。因为globals是父槽，它可以从路径名字表达式中省略，生成简短路径名字list。大厅的traits不是父槽，特质对象的名字必须开始于前缀traits，因此列表的特质对象必须称呼为traits list。
不是所有对象都有路径名字，只有那些从大厅可以到达的对象才有，这些对象称为“周知的”。大厅向用户提供三类对象：
- 特质（traits）对象，封装共享行为的对象，典型的每个原型对象，都有一个关联的同名特质对象，用来描述它的行为的共享部份。任何Self实现都需要为整数、浮点数、字符串和块提供特质对象。Sefl世界中多数具体对象派生自两种个顶层特质对象：不唯一性对象承袭自traits clonable，而唯一性对象承袭自traits oddball。唯一性的对象通过返回自身，来响应消息copy，并使用同一性来测试相等。
- 全局（globals）对象，即不唯一性的原型对象，和“每种只有一个”的独特（oddball）对象。一些对象比如true、false和nil是唯一性的，在系统中它们只需要有一个。因为一个oddball不需要在它的很多实例间共享它的行为，它不需要有分立的特质对象和原型对象。很多oddball对象从traits oddball继承copy方法，它返回对象自身而非一个新复本。
- 混入（mixins）对象，即小而无父对象的行为束（bundle），是持有共享行为的一种对象，通常用来混入那些有其他父对象的对象之中。混入对象的一个例子是mixins identity。两个对象测试相等，通常基于在一个共同的域（domain）内是否有相同的值。例如，在数的域内3.0 = 3，即使它们不是相同的对象甚至不是同种类的对象。但是在一些域中，两个对象相等当且仅当它们是相同的对象，例如两个进程即使有相同的状态也不被当作是相等除非它们是同一个。在这种情况上，使用同一性比较来实现相等测试，并混入mixins identity来得到想要的行为。

在大厅的defaultBehavior槽中，定义了系统中大多数对象所继承的缺省行为。

### 新建对象
有两个消息与对象复制有关：
- clone，浅层复制，返回包含着与最初对象完全相同的槽和代码的一个新对象。它用在对象内部，客户应当使用copy。
- copy，复制接收者，可能具有嵌入的复制或初始化。

考虑一个图形用户界面有关的例子：
```
(
desktop
 
activeWindow
) 
draw:
 (
labelWidget
 
copy
 
label:
 
'Hello, World!'
)
.

```

首先进行的是desktop activeWindow，它向桌面对象desktop发送消息activeWindow，从其拥有的一个窗口列表中返回活动窗口。按从内向外从左至右的次序，接着是labelWidget copy label: 'Hello, World!'，通过copy消息制作标签组件对象labelWidget的一个复本，接着向它发送一个消息，将Hello, World!放入它的用作“标签”的label槽中。最后将返回的这个组件，发送到这个活动窗口用于“绘制”的draw槽中。

### 增加槽
在Self中的对象，可以通过包括新加的槽来修改。这可以通过被推荐使用的图形编程环境来做，或者直接使用原语_AddSlots:。原语与正常关键字消息有相同的语法，但是它的名字开始于下划线字符。给_AddSlots:的参数是一个对象文字，它的槽将被复制进入接收者。例如，在大厅中新增叫做newObject的对象，并初始化这里举出的它的叫做entries的槽，采用如下这样的表达式：
```
_
AddSlots:
 (
|
 
newObject
 
=
 (
|
 
entries
 
<-
 
list
 
copy
 
……
 
|
) 
|
)

```

因为_AddSlots:原语未指定接收者，这里的消息隐含接收者self是大厅，由它来理解产生初始值的消息list copy，list是周知的原型对象。

## 例子
在下面的例子中，将基于类语言中叫做Vehicle的一个简单的车辆类，重新构造为Self中的vehicle对象，从而能够区分出在轿车和卡车之间共有的行为：
```
_
AddSlots:
 (
|
 
vehicle
 
<-
 (
|
parent
*
 
=
 
traits
 
clonable|
) 
|
)
.

```

在大厅中创建了一个叫做vehicle的槽，它的值是一个对象文字，同时还创建了一个叫做vehicle:的赋值槽。作为vehicle槽初始值的对象文字，也就是新建的叫做vehicle的对象，包括了一个单一的父槽parent，没有相应的parent:，它委托了traits clonable对象，这个顶层的特质对象可以理解与复制有关的消息。
然后向这个新建对象继续增加name槽和相应的name:槽：
```
vehicle
 
_
AddSlots:
 (
|
 
name
 
<-
 
'automobile'
|
)
.

```

在大厅中从vehicle对象建立一个跑车对象sportsCar，并接着向sportsCar增加vehicle所没有的用于“开车上班”的一个新的方法槽driveToWork：
```
_
AddSlots:
 (
|
 
sportsCar
 
<-
 
vehicle
 
copy
 
|
)
.

sportsCar
 
_
AddSlots:
 (
|
 
driveToWork
 
=
 (
"这个方法的代码"
) 
|
)
.

```

在大厅中从sportsCar对象建立一个保时捷911对象porsche911，接着向新建对象porsche911发送一个消息改变它的name槽的值：
```
_
AddSlots:
 (
|
 
porsche911
 
<-
 
sportsCar
 
copy
 
|
)
.

porsche911
 
name:
 
'Bobs Porsche'
.

```

对象porsche911与它的原型对象sportsCar，仍有着完全相同的槽，但是其中的一个槽有着不同的值。

## 环境
Self的一个特征，是它基于了早期Smalltalk系统所用的某种虚拟机系统。就是说，程序不是像C语言中那样的独立实体，而是需要它们的整体内存环境来运行。这要求应用程序被装载入保存内存的大块（chunk）之中，这叫做“快照”或映像。这种方式的缺点，是映像有时很大并且笨重；但是调试一个映像，经常被调试一个传统程序要简单，因为运行时状态更容易检查和修改。在基于源代码和基于映像的开发之间的不同，是类似于在面向类的和面向原型的面向对象编程之间的区别。
此外，环境是为了让在系统之中的对象能快速和可持续的变更而定制的。重新构建一个“类”设计，就像从现存的祖先拖动出来方法放入新造的之中一样容易。简单任务像测试方法，可以通过制作复本来处理，拖动方法进入这个复本，接着变更它。不同于传统系统，只有变更了的对象有新代码，不需要重建任何东西来测试它。如果这个方法有效，可以简单的把它拖动回祖先之中。

### 性能
Self的VM实现的性能，在某些测试之中大约是优化的C程序速度的一半。这是通过即时编译技术达到的，它是在Self研究中首创并改进的，能够使高级语言表现得这么好。

### 垃圾收集
Self的垃圾收集器使用分代垃圾回收，它按年龄分离对象。通过使用内存管理系统记录页面写，可以维护一个写屏障。这个技术给出了卓越的性能，尽管在运行一些时间之后，出现完全的垃圾收集，要花相当可观的时间。

### 优化
运行系统选择性的扁平化调用结构。这给出适当的自身提速，但允许了对不同调用者类型的类型信息和多版本的代码的大量缓存。这去除了对做很多方法查找的需要，并允许条件分支语句和硬编码调用被插入，这经常能给出类似C语言的性能，而又不失去语言层面的通用性，但要建立在完全的垃圾收集系统之上。

## 引用
1. ↑  https://github.com/russellallen/self/releases/tag/2024.1.
2. ↑  David Ungar; Randall B. Smith.  (PDF). Proceedings of the Third ACM SIGPLAN Conference on History of Programming Languages (HOPL III). 2007. ISBN 9781595937667. S2CID 220937663. doi:10.1145/1238844.1238853. Ungar always missed the productivity of APL and was drawn to Smalltalk not only for its conceptual elegance, but also because it was the only other language he knew that let him build working programs as quickly as in the good old days of APL. The design of Self was also influenced by APL; after all, APL had no such thing as classes: arrays were created either ab initio or by copying other arrays, just as objects are in Self.
3. ↑  David Ungar; Randall B. Smith.  (PDF). OOPSLA ‘87 Conference Proceedings (SIGPLAN Notices 22(12)). 1987: 227-241  [2022-05-06]. （原始内容 (PDF)存档于2022-04-09）.
4. ↑  ACM. .   [2022-02-23]. （原始内容存档于2022-05-10）.
5. ↑  . 16 July 2010  [24 May 2017]. （原始内容存档于5 December 2017）.
6. ↑  . 12 January 2014  [24 May 2017]. （原始内容存档于6 December 2017）.
7. ↑  Severance, C. . Computer. February 2012, 45 (2): 7–8. ISSN 0018-9162. S2CID 29215508. doi:10.1109/MC.2012.57.
8. ↑  Agesen, Ole. . sun.com. March 1997  [2020-05-13]. （原始内容存档于2006-11-24）.
9. ↑  Whole-Program Optimization of Object-Oriented Languages （页面存档备份，存于）.

## 延伸阅读
- Published papers on Self（页面存档备份，存于）
- Chambers, C., , Stanford University, 1992
- Series of four articles "Environment and the programming language Self"（页面存档备份，存于）

## 站外链接
- 官方网站
- GitHub上的self頁面
- Prototype-Based Application Construction Using SELF 4.0（页面存档备份，存于）
- Automated Refactoring application on sourceforge.net, written for and in Self（页面存档备份，存于）
- Gordon's Page on Self（页面存档备份，存于）
- dSelf: distributed extension to the delegation and language Self（页面存档备份，存于）